# Щитна (гмина)
Щитна (пол. Szczytna) — городско-сельская гмина (волость) в Польше, входит как административная единица в Клодзский повет, Нижнесилезское воеводство. Население 7401 человек (на 2004 год).

## Демография
| Перепись                       | Всего   | Всего | Женщины | Женщины | Мужчины | Мужчины |
| ------------------------------ | ------- | ----- | ------- | ------- | ------- | ------- |
| Единицы                        | человек | %     | человек | %       | человек | %       |
| Население                      | 7401    | 100   | 3767    | 50,9    | 3634    | 49,1    |
| Плотность населения (чел./км²) | 55,6    | 55,6  | 28,3    | 28,3    | 27,3    | 27,3    |

## Соседние гмины
1. Гмина Быстшица-Клодзка
2. Душники-Здруй
3. Гмина Клодзко
4. Кудова-Здруй
5. Гмина Левин-Клодзки
6. Гмина Радкув